# Дун Дун
Дун Дун (кит. упр. 董栋, пиньинь Dǒng Dòng, род. 13 апреля 1989) — китайский прыгун на батуте, олимпийский чемпион и чемпион мира.

## Биография
Дун Дун родился в 1989 году в Сичуане провинции Хэнань. С 5 лет занялся гимнастикой, в 2002 году переключился на прыжки на батуте. В 2005 году вошёл в национальную сборную.
В 2007 году Дун Дун завоевал золотую медаль чемпионата мира в составе команды и серебряную — в личном зачёте. На Олимпийских играх 2008 года он стал бронзовым призёром. На чемпионате мира 2009 года он завоевал золотые медали в личном и командном первенстве, на чемпионате мира 2010 года — в индивидуальных и синхронных прыжках, а на чемпионате мира 2011 года стал обладателем медалей во всех трёх категориях. В 2010 году Дун Дун стал чемпионом Азиатских игр, а в 2012 — Олимпийских игр.